# Protepicyon
Protepicyon — вимерлий одновидний рід підродини псових Borophaginae, що родом із Північної Америки. Він жив на барстовському етапі середнього міоцену 16.0–13.6 млн років тому. Один з найбільших хижаків свого часу, він був імовірним предком більш відомого Epicyon і відомий з останків у Каліфорнії та Нью-Мексико.